# Sokolik (skała)
Sokolik – turnia w grupie Witkowych Skał na orograficznie prawym zboczu Doliny Szklarki na Wyżynie Olkuskiej. Znajduje się w obrębie miejscowości Jerzmanowice w województwie małopolskim, w powiecie krakowskim, w gminie Jerzmanowice-Przeginia.
Sokolik jest najdalej na zachód wysuniętą skałą w grupie siedmiu Witkowych Skał. Sąsiaduje z Rudą i Ptasią Turnią. Jest to zbudowana z twardych wapieni skalistych skała o wysokości 15 m i pionowych lub przewieszonych ścianach. Znajduje się w lesie.

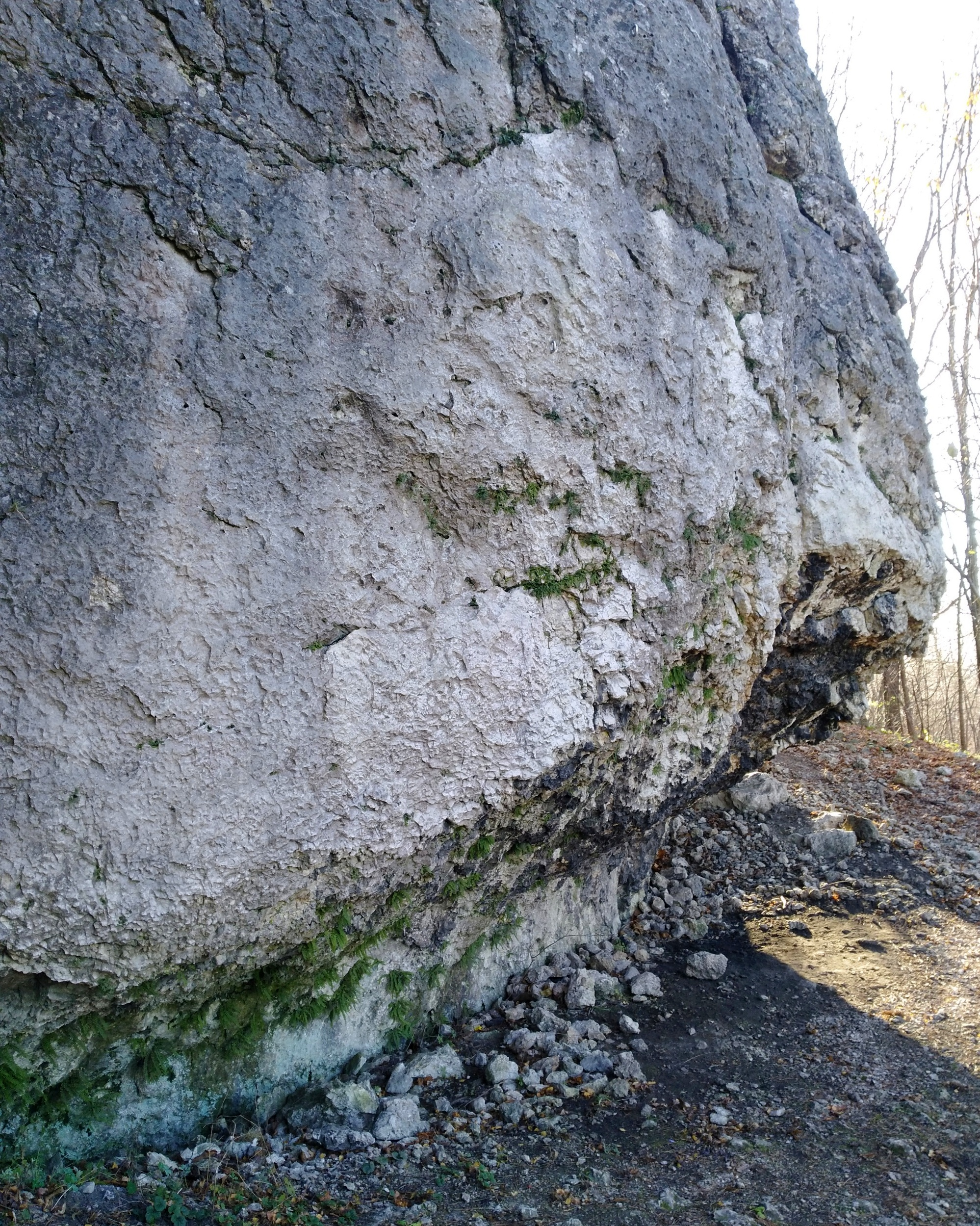
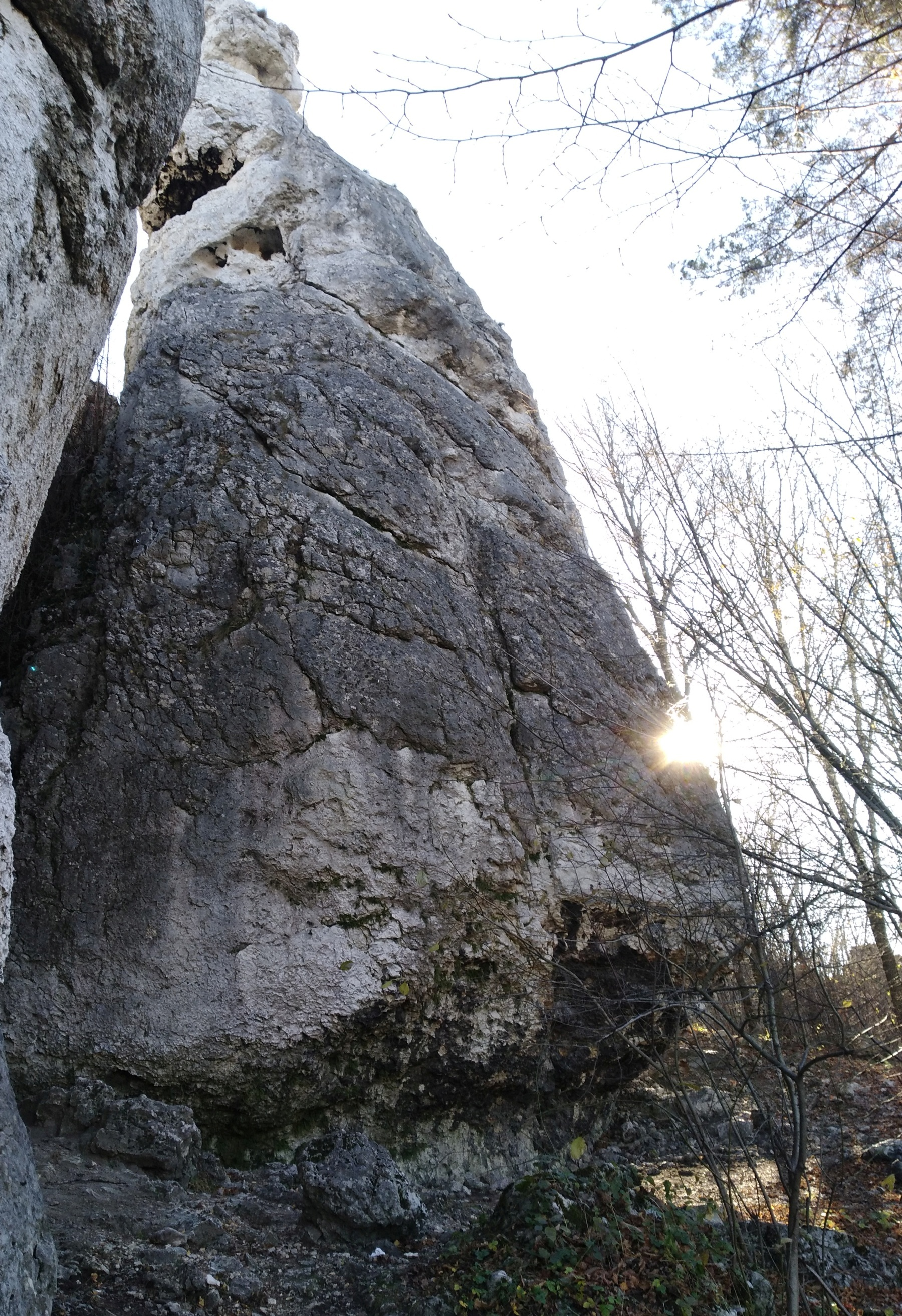
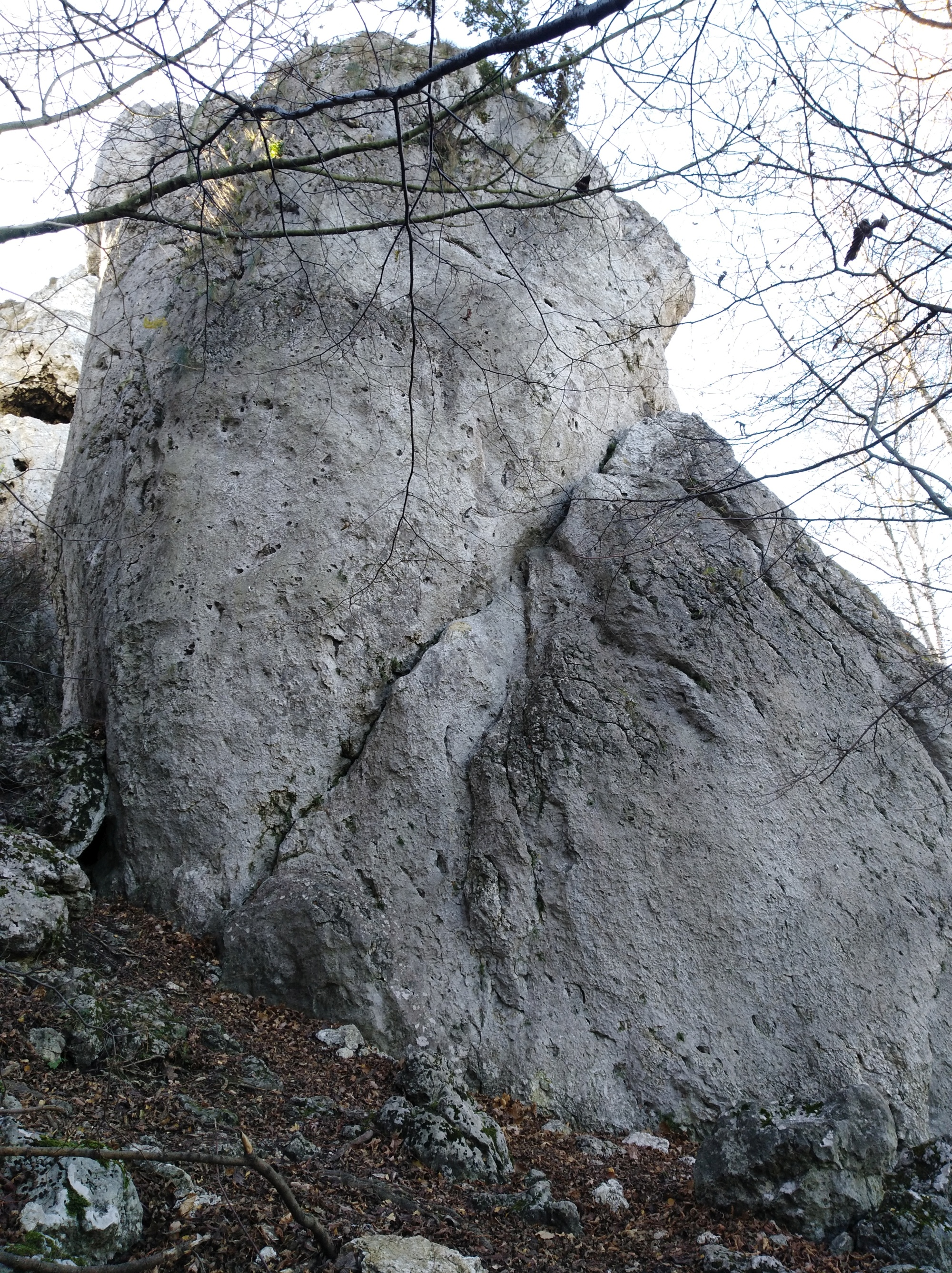
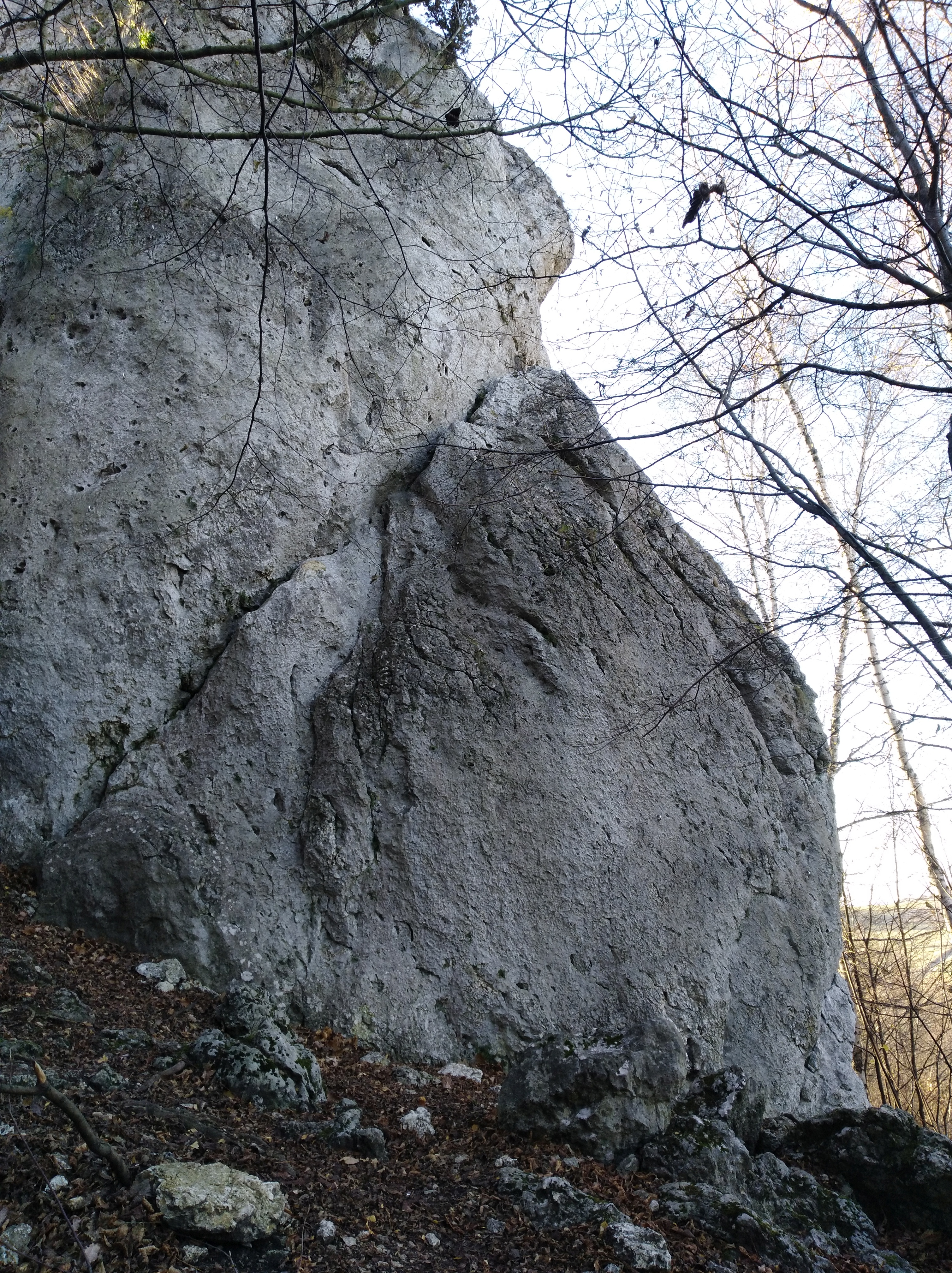
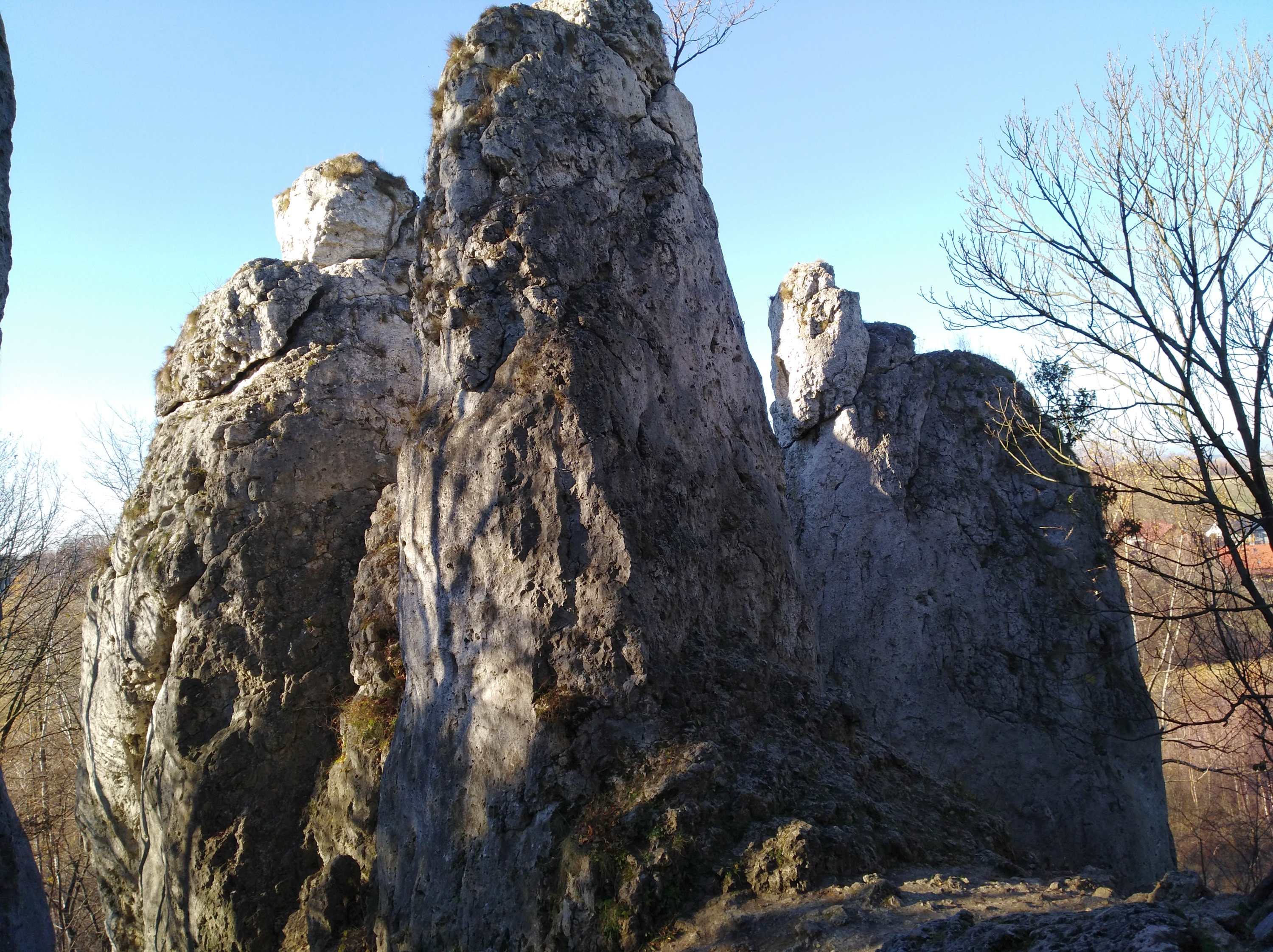

## Drogi wspinaczkowe
Na Sokoliku uprawiana jest wspinaczka skalna. Jest 15 dróg wspinaczkowych o trudności od IV do VI.4+ w skali krakowskiej i długości do 15 m oraz jeden projekt. Na wszystkich zamontowano punkty asekuracyjne: ringi (r) i stanowiska zjazdowe (st).
Sokolik I

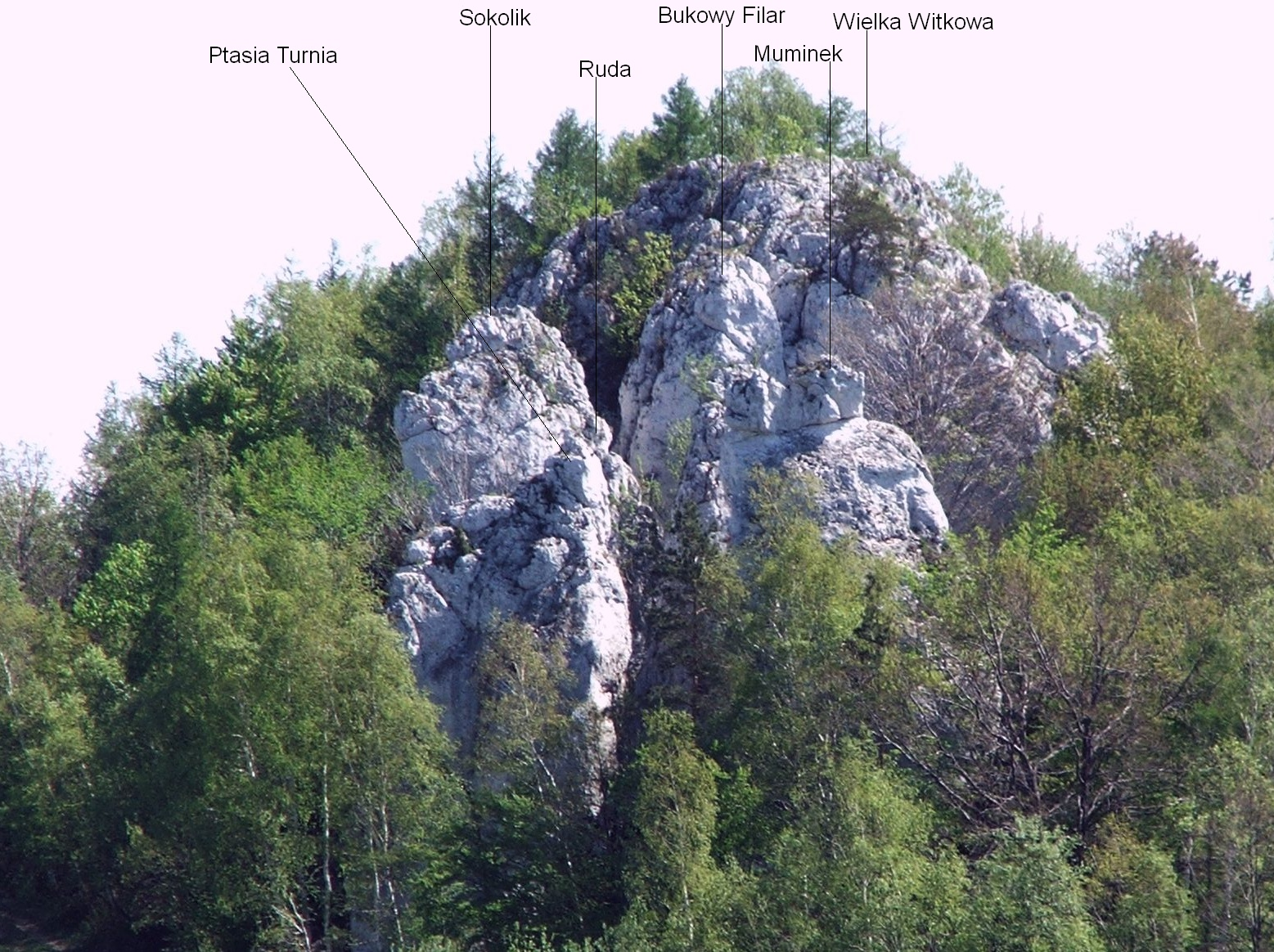
Położenie Sokolika w grupie Witkowych Skał

1. Kroczek do zguby: 4r + st, V+, 14 m
2. Kaczka z jabłkami: 5r + st, IV, 14 m

Sokolik II
1. Kotów kat ma oczy zielone: 4r + st, VI.1+, 15 m
2. Sokoła ławka: 2r + st, V-, 15 m
3. Prostowanie sokoła: 4r + st, VI+, 15 m

Sokolik III
1. Sokoła ławka: 4r + 1s + st, V-, 15 m
2. Cień sokoła: 6r + st, VI.1+, 15 m
3. Salut podwójny: 5r + st, VI, 15 m

Sokolik IV
1. Pterodaktyl: VI.2, 16 m
2. Prostowanie pterodaktyla: 6r + st, VI.1, 16 m
3. Prezent urodzinowy: 5r + st, VI, 16 m
4. Prezent urodzinowy wprost: 4r + st, VI, 16 m

Sokolik V
1. Hydrus: 5r + st, VI.2/2+, 16 m
2. Hydra: 5r + st, VI.4+, 16 m
3. Projekt; 6r + st, 16 m
4. Harpia; 5r + st, VI.4/4+, 16 m[4].